# Argia sedula
Argia sedula là một loài chuồn chuồn kim trong họ Coenagrionidae.
Argia sedula is in 1861 voor het eerst wetenschappelijk beschreven door Hagen.

## Hình ảnh

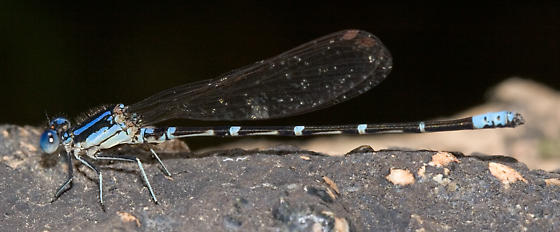